# Лангадакия (дем Гревена)
Лангадакия или Лочишно (на гръцки: Λαγκαδάκια; до 1927 година: Λουτσίσνο, Луцисно) е бивше село в Република Гърция, в дем Гревена, област Западна Македония.

## География
Селището е разположено на около 15 km североизточно от град Гревена и на 7 km северозападно от Книди (Коприва), от лявата (източната) страна на река Бистрица (Алиакмонас), в западното подножие на планината Профитис Илияс. Понякога се смята като махала на отделеченото на около 2 km на юг село Порос (Гостун).

## История

### В Османската империя
В края на XIX век Лочишно е малко мюсюлманско гръкоезично село в нахия Венци на Кожанската каза на Османската империя. Според статистиката на Васил Кънчов („Македония. Етнография и статистика“) в 1900 година в Лочишно живеят 32 валахади (гръкоезични мюсюлмани).
На Етнографската карта на Битолския вилает на Картографския институт в София от 1901 година Лочишно е чисто турско село в Кожанската каза на Серфидженския санджак с 5 къщи.
Според статистика на Серфидженския санджак на гръцкото консулство в Еласона от 1904 година в Луцистинон (Λουτσίστινον), Гревенска каза, живеят 23 гърци елинофони християни.

### В Гърция
През Балканската война в 1912 година в селото влизат гръцки части и след Междусъюзническата в 1913 година Лочишно влиза в състава на Кралство Гърция.
Населението на селото е изселено в Турция и по силата на Лозанския договор на негово място са заселени понтийски гърци бежанци от Турция. В 1928 година селището е представено като изцяло бежанско с 23 семейства или 71 или 62 жители.
През 1927 година името на селото е сменено на Лангадакия.
Лангадакия при преброяването от 1981 и 1991 година е броено към Книди.
| Година    | 1913 | 1920 | 1928 | 1940 | 1951 | 1961 | 1971 | 1981 | 1991 | 2001 | 2011 | 2021 |
| --------- | ---- | ---- | ---- | ---- | ---- | ---- | ---- | ---- | ---- | ---- | ---- | ---- |
| Население | 28   | 2    | 62   | 67   | 67   | 77   | 25   |      |      |      |      |      |